# Kanton Châteauponsac
Der Kanton Châteauponsac ist seit 1790 ein französischer Wahlkreis im Arrondissement Bellac im Département Haute-Vienne in der Region Nouvelle-Aquitaine; sein Hauptort ist Châteauponsac.
Der Kanton Châteauponsac liegt im Mittel 310 Meter über Normalnull, zwischen 185 Metern in Rancon und 471 Metern in Châteauponsac.

## Gemeinden
Der Kanton besteht aus 31 Gemeinden mit insgesamt 16.145 Einwohnern (Stand: 1. Januar 2022) auf einer Gesamtfläche von 1.001,66 km²:
| Gemeinde                   | Einwohner 1. Januar 2022 | Fläche km² | Dichte Einw./km² | Code INSEE | Postleitzahl |
| -------------------------- | ------------------------ | ---------- | ---------------- | ---------- | ------------ |
| Arnac-la-Poste             | 911                      | 46,62      | 20               | 87003      | 87160        |
| Azat-le-Ris                | 240                      | 56,22      | 4                | 87006      | 87360        |
| Balledent                  | 199                      | 12,28      | 16               | 87007      | 87290        |
| Châteauponsac              | 2.028                    | 68,79      | 29               | 87041      | 87290        |
| Cromac                     | 246                      | 24,15      | 10               | 87053      | 87160        |
| Dinsac                     | 245                      | 19,43      | 13               | 87056      | 87210        |
| Dompierre-les-Églises      | 373                      | 30,62      | 12               | 87057      | 87190        |
| Droux                      | 361                      | 23,98      | 15               | 87061      | 87190        |
| Jouac                      | 189                      | 20,31      | 9                | 87080      | 87890        |
| La Bazeuge                 | 144                      | 10,19      | 14               | 87008      | 87210        |
| La Croix-sur-Gartempe      | 163                      | 12,74      | 13               | 87052      | 87210        |
| Le Dorat                   | 1.526                    | 23,77      | 64               | 87059      | 87210        |
| Les Grands-Chézeaux        | 227                      | 13,51      | 17               | 87074      | 87160        |
| Lussac-les-Églises         | 463                      | 41,02      | 11               | 87087      | 87360        |
| Magnac-Laval               | 1.693                    | 72,22      | 23               | 87089      | 87190        |
| Mailhac-sur-Benaize        | 273                      | 21,20      | 13               | 87090      | 87160        |
| Oradour-Saint-Genest       | 354                      | 37,90      | 9                | 87109      | 87210        |
| Rancon                     | 477                      | 33,31      | 14               | 87121      | 87290        |
| Saint-Amand-Magnazeix      | 485                      | 30,71      | 16               | 87133      | 87290        |
| Saint-Georges-les-Landes   | 232                      | 16,21      | 14               | 87145      | 87160        |
| Saint-Hilaire-la-Treille   | 360                      | 29,14      | 12               | 87149      | 87190        |
| Saint-Léger-Magnazeix      | 489                      | 55,71      | 9                | 87160      | 87190        |
| Saint-Martin-le-Mault      | 145                      | 12,50      | 12               | 87165      | 87360        |
| Saint-Ouen-sur-Gartempe    | 214                      | 22,12      | 10               | 87172      | 87300        |
| Saint-Sornin-la-Marche     | 224                      | 24,39      | 9                | 87179      | 87210        |
| Saint-Sornin-Leulac        | 562                      | 32,28      | 17               | 87180      | 87290        |
| Saint-Sulpice-les-Feuilles | 1.196                    | 35,63      | 34               | 87182      | 87160        |
| Tersannes                  | 128                      | 24,64      | 5                | 87195      | 87360        |
| Val-d’Oire-et-Gartempe     | 1.712                    | 121,46     | 14               | 87028      | 87320        |
| Verneuil-Moustiers         | 122                      | 19,39      | 6                | 87200      | 87360        |
| Villefavard                | 164                      | 9,22       | 18               | 87206      | 87190        |
| Kanton Châteauponsac       | 16.145                   | 1.001,66   | 16               | 8704       | –            |

Der Kanton bestand bis 2015 aus den Gemeinden Balledent, Châteauponsac, Rancon, Saint-Amand-Magnazeix und Saint-Sornin-Leulac auf einer Fläche von 177,37 km². Er besaß vor 2015 einen anderen INSEE-Code als heute, nämlich 8707.

## Veränderungen im Gemeindebestand seit der landesweiten Neuordnung der Kantone
2019: Fusion Bussière-Poitevine (Kanton Bellac), Darnac, Saint-Barbant (Kanton Bellac) und Thiat → Val-d’Oire-et-Gartempe